# Đặng Tử Kỳ
Đặng Tử Kỳ (tiếng Trung giản thể: 邓紫棋; tiếng Trung phồn thể: 鄧紫棋; pinyin: Dèng Zǐqí; sinh ngày 16 tháng 8 năm 1991 tại Thượng Hải) được biết đến nghệ danh G.E.M. là viết tắt của "Get Everybody Moving", là một ca sĩ, nhạc sĩ Hồng Kông. Đĩa đơn đầu tay của G.E.M. (2008) đã giành được sự chú ý của đông đảo công chúng, giúp cô giành lấy giải thưởng "Nghệ sĩ mới xuất sắc nhất".

## Cuộc đời và sự nghiệp

### Những năm đầu đời và bắt đầu sự nghiệp
Đặng Tử Kỳ sinh ra ở Thượng Hải, sau đó chuyển đến Hồng Kông từ năm 4 tuổi trong một gia đình truyền thống âm nhạc. Mẹ cô tốt nghiệp Học viện âm nhạc Thượng Hải, bà ngoại cô đã dạy cô hát, ông ngoại thổi saxophone còn bác thì chơi violin trong các buổi hòa nhạc. Cô từng góp mặt trong một chương trình giáo dục bằng tiếng Quan Thoại từ lúc mới lên 5. Mười tuổi đã bắt đầu sáng tác, đồng thời giành được rất nhiều giải thưởng trong các cuộc thi hát cấp trường. Năm cô 13 tuổi đã đạt tín chỉ cấp 8 piano của Hiệp hội các Trường Âm nhạc Hoàng gia
Năm 2006, cô tham gia cuộc thi "Spice It Up" và giảnh giải nhất, cũng từ đây thu hút sự chú ý của Tan Chang - quản lý của cô sau này. Ngay lập tức, Tan đã đưa ra hợp đồng với HummingBird, giúp cô trở thành ca sĩ chuyên nghiệp khi mới 16 tuổi. G.E.M tốt nghiệp với số điểm 21, sau đó tiếp tục học ở Học viện Nghệ thuật Hồng Kông. Tuy nhiên vì lịch trình bận rộn, cô không thể đi học được đầy đủ nên đã quyết định bỏ vào năm 2009.
Năm 2008, khi mới khởi nghiệp là một năm vô cùng thành công của G.E.M. Đĩa đơn đầu tay "Where did you go" đạt giải thưởng bài hát của năm, còn G.E.M cũng giành giải vàng "Nghệ sĩ nữ mới xuất sắc nhất" của CRHK Ultimate 903. Truyền thông gọi cô một cách trân trọng "cự phế thiếu nữ" (cô gái phổi lớn) hay "cự phế tiểu thiên hậu" (tiểu thiên hậu với chiếc phổi lớn) bởi độ trải giọng hát. Hơn thế nữa cô từng hát lại ca khúc của Beyonce và Whitney Houston.
Tháng 5 2009, cô đến Los Angeles, California để thu âm album đầu tiên 18. với nhà sản xuất, đồng sáng lập HummingBird, Lupo Groining. Trước chuyến trở về Hồng Kông, G.E.M đã tiến hành tổ chức concert nhỏ đầu tiên ở Canada và buổi chụp ảnh ở Pacific Mall. Cùng năm đó G.E.M tham gia 2 bộ phim: Bảo vệ tình yêu của em (Love Connected) và Ái Xuất Miêu (Trick or Cheat), chứng minh khả năng diễn xuất của cô trên mản ảnh rộng.
Tháng 5 2009, G.E.M lưu lại Đài Loan 10 ngày để quảng bá phiên bản tiếng Đài của album 18. Sau đó, G.E.M trở lại L.A để thu âm tiếp album mới của cô, My secret. Trong khoảng thời gian này, G.E.M còn làm đại sứ thanh niên của dự án Keisei.
Tháng 4 2011, chỉ 1 tháng trước buổi biểu diễn đầu tiên của G.E.M ở Hong Kong Coliseum bà ngoại cô qua đời, do đó không thể tham dự được màn trình diễn của cháu gái. Vì thế G.E.M đã đặc biệt dành một phần nhỏ trong concert của mình để hồi tưởng về bà với bài hát You raise me up như một lời cảm ơn. Trong các concert tiếp theo, luôn có một chiếc ghế trống cho bà.

## Nghệ thuật

### Gương mặt trực tuyến
Với sự giúp đỡ của HummingBird Music, G.E.M xuất sắc giành được một lượng người nghe nhạc online lớn. G.E.M mở tài khoản youtube từ tháng 7 năm 2008 và giành được hơn 200.000 lượt subscribers trong vòng 4 năm.
Thông qua các phương tiện truyền thông, HummingBird Music và G.E.M đã tao ra một mô hình kinh doanh kiểu mới sử dụng internet như một công cụ quảng bá âm nhạc. Kết hợp với những yếu tố sáng tạo và sự thành công của các video. HummingBird Music đi đến ý tưởng My Secret Puzzle. Đây là một cuộc thi bao gồm 6 video tương tác, mà để chiến thắng, người dùng phải giải được các câu đó và ẩn ý đằng sau các video đó. 5 người chiến thắng của cuộc thi sẽ có cơ hội được nghe G.E.M hát trong nhà mình. Cuộc thi đã nhận được vô vàn các phản hồi, và thúc đẩy G.E.M quay thêm nhiều video tương tác cũng như trò chơi trên website riêng của mình.
Với thành công của My Secret Puzzle, G.E.M đã tạo ra một sự bất ngờ đặc biệt trong chuỗi hộp album của cô My Secret Box set, thể hiện tính năng tương tác đặc biệt của mật mã các-tông. Mật mã để vào bộ hồ sơ webcam trên trang web của cô, sẽ cung cấp cho người hâm mộ video tương tác mà G.E.M buổi diễn bài My Secret.

### Hoạt động nhân đạo
G.E.M từng làm đại sứ cho rất nhiều sự kiện và tổ chức từ thiện. Là đại diện chính của Thanh Niên Trung Quốc, G.E.M rất ủng hộ Dự Án Keisei - một tổ chức phi lợi nhuận tập trung vào việc tăng cường sự cảnh giác các mảnh vỡ trên biển và giải pháp cho việc ngăn ngừa và dọn dẹp.
G.E.M còn hoạt động cho Tổ chức Thay Đổi Cuộc Sống của Thanh Niên để bảo vệ trẻ em khỏi lạm dụng và xâm phạm, luôn đảm bảo rằng chúng được hưởng đầy đủ cơm ăn, áo mặc, chăm sóc sức khỏe và giáo dục. Tháng 7, 2011, trong suốt buổi họp báo, G.E.M luôn kêu gọi sự nhận thức và quan tâm của mọi người dành cho trẻ em dưới quyền ưu tiên cũng như gia đình. Cô hy vọng thông điệp này được lan truyền từ fan cho đến cộng đồng xã hội, và hứa sẽ tiếp tục ủng hộ tổ chức.
G.E.M cũng tập trung chính vào việc bảo vệ môi trường. Vào năm 2013, G.E.M được chỉ định làm đại sứ của Giờ Trái Đất của WWF ở HK cũng như đại sứ những người bảo vệ cá mập ở HK.

### 18
Năm 2010, G.E.M. đã đến Đài Loan để quảng bá cho album 18..., và quay trở lại Los Angeles để thu âm album phòng thu tiếp theo của cô, My Secret, được phát hành vào tháng 10 năm 2010.

### My Secret
Vào tháng 10, G.E.M cho ra album thứ 3 My Secret. mà phần lớn nhạc và lời là do cô viết, trở thành album bán chạy nhất ở HK, đánh bật album Speak Now của Taylor Swift. 1/11, G.E.M cho ra mắt album My Secret nổi bật với các hits Get Over You, Good To Be Bad và My Secret. Album gồm 3 ca khúc bằng tiếng Quảng Đông va 7 ca khúc bằng tiếng Quan Thoại. Khi album vừa được lên mạng để đặt hàng, một lượng tắc nghẽn mạng khổng lồ đã đóng băng và làm sập các nhà mạng. Album trước đó cũng đã nhận được kết quả cực kỳ tốt trên các bảng xếp hạng Hồng Kông, với 4 ca khúc đừng đầu. Trong đó có một bài hát được sử dụng làm nhạc nền cho Dự Án Thái Dương, 1 sự kiện được tổ chức bởi RTHK để động viên thanh niên HK đừng lãng phí mùa hè một cách vô ích. G.E.M còn tiến tới việc hát nhạc phim hoạt hình The Borrower Arrietty - một bộ phim vô cùng thành công, khi giành được giải phim hoạt hình hay nhất ở lễ trao giải phim hoạt hình hằng năm lần thứ 34.
Album giành giải thưởng album bán chạy nhất năm 2010 (IFPI) và đĩa đơn A.I.N.Y trở thành đĩa đơn Quan Thoại phổ biến nhất 2010, Nghệ sĩ nữ phổ biến nhất Trung Quốc 2010, 2011 và ca sĩ nhạc sĩ xuất sắc nhất 2011. Sự thành công của My Secret đã đánh dấu bước ngoặt trở thành ca sĩ nhạc sĩ dẫn đến tour diễn vòng quanh thế giới vào 2011.
7/9 G.E.M cho ra MV ca khúc Mỉracle.

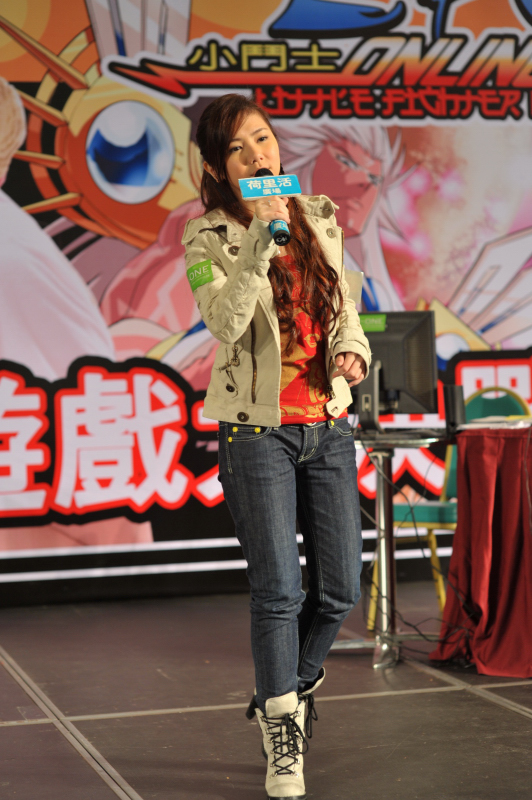
G.E.M.tại một sự kiện tại Plaza Hollywood, 2009

### Get Everybody Moving Tour và Xposed
Tháng 5 năm 2011, G.EM. thực hiện một buổi hòa nhạc kéo dài ba ngày mang tên Get Everybody Moving Tour tại Hong Kong Coliseum, và biểu diễn ở hơn 9 quốc gia trên thế giới. Tour đã trình diễn ở hơn 10 quốc gia, bao gồm Hồng Kông, Ma Cao, Quảng Đông, Úc và Mỹ. Vé cho mỗi lần biểu diễn ở Hồng Kông được bán ra chưa đầy 15 phút và thậm chí làm sập hệ thống mạng. 9/2011 vì nhu cầu cao, G.E.M đã phải thêm 2 đêm diễn nữa ở Hong Kong Coliseum. Vé cho mỗi đêm được bán ra chưa đầy 45 phút.
3/2012, G.E.M đại diện cho Hồng Kông trong 3 buổi diễn của Asia Music Connection 2012 (Kết nối âm nhac châu Á 2012). Cô đã hát với Naoto Inti Raymi, Đường Vũ Triết, Lô Quảng Trọng và các ca sĩ khác ở Nhật, Đài Loan và Hồng Kông.
Tháng 6 năm 2012, cô đã biểu diễn cùng với Jason Mraz và Phương Đại Đồng tại iTunes Live ở Hồng Kông, và hát "Lucky" với Jason Mraz. Album phòng thu thứ ba của cô, Xposed, được phát hành vào tháng 7 năm 2012. Đĩa đơn chủ đạo, "What Have U Done", đạt vị trí số một trên cả bốn bảng xếp hạng nhạc pop ở Hồng Kông.

### X.X.X Live Concert
Vào giữa tháng 1 năm 2013 HummingBird Music thông báo World Tour của G.E.M năm 2013, trạm đầu tiên là show diễn 5 đêm ở Hong Kong Coliseum từ 12-16/4/2013. 21/9/2013 G.E.M mở tour đợt 2 ở nhà thi đấu Quảng Châu.

### Brand New Star
Bên cạnh là một ca sĩ nhạc sĩ G.E.M cũng rất tích cực trong việc tìm kiếm tài năng trẻ. Vào 2010, G.E.M và công ty quản lý của cô HummingBird Music tổ chức cuộc thi hát trên mạng Brand New Star, đã thu hút rất nhiều các bạn thanh niên. G.E.M là giám khảo cuộc thi và đã thông báo rằng giải thưởng là cơ hội được làmv việc với nhà sản xuất Lupo Groining.

### Thế giới bí mật của Arrietty (借りぐらしのアリエッティ) Theme Song
G.E.M được đề nghị viết lời tiếng Hoa cho ca khúc nhạc phim hoạt hình Nhật Thế giới bí mật của Arrietty.
Arrietty là một bộ phim hoạt hình giả tưởng Nhật sản xuất năm 2010 đạo diễn Hỉromasa Yonebayashi, biên kịch Hayao Miyazaki và Keiko Niwa, công ty sản xuất Studio Ghibli. Bộ phim được dựa trên tiểu thuyết The Borrowers của nhà văn Anh Mảry Norton viết vào năm 1955.

### Tôi Là Ca Sĩ - mùa 2, Hearbeat
29/12/2013 G.E.M tiết lộ trên facebook và weibo rằng cô sẽ tham gia một cuộc thi âm nhạc Tôi Là Ca Sĩ cùng với Tào Cách, Trương Vũ, cô ca sĩ chủ nhà Châu Bút Sướng và các ca sĩ khác từ Trường Sa. 

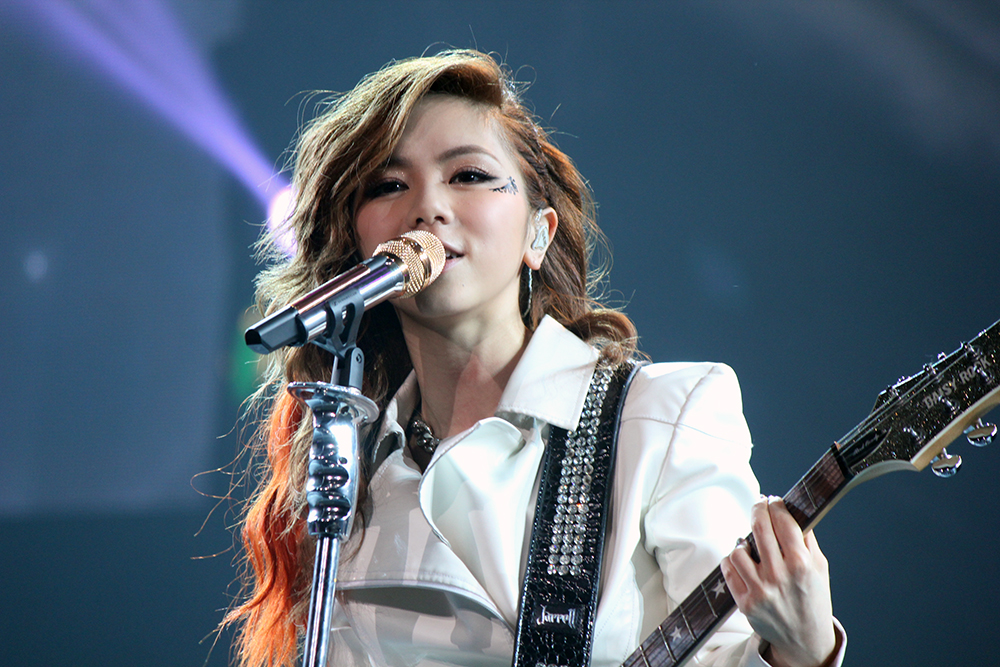
G.E.M. biểu diễn trong X.X.X Live Tour tại Hồng Kông, 2015

. ]10/1/2014, khi tập thứ 2 phát sóng, cô đã thu hút toàn bộ sự chú ý khi hát lại ca khúc "Tồn Tại" của Uông Phong, dẫn đến số lượng người theo dõi Weibo của cô tăng lên gấp 10 lần. 17/1/2014 ở tập thứ 3 cô giành vị trí thứ I với ca khúc "Anh khiến em say khướt", mức độ nổi tiếng cũng tăng lên ngay khi chương trình phát sóng. Khi tập thứ 4 phát sóng ngày 24/1/2014 với màn trình diễn piano, cô tiếp tục đạt vị trí thứ I và là người thứ ba (sau Hoàng Ỷ San và Lâm Chí Huyền) trong lịch sử chương trình 2 lần liên tiếp giành vị trí này. Xuyên suốt cuộc thi, cô đã cho thấy khả năng biến hóa đa dạng các phong cách khác nhau nốt cao, pop, rock, RnB, rap), ngôn ngữ (Anh, Quan Thoại, Quảng Đông) và phương pháp (nhảy, đàn piano). 4/4/2014 chung cuộc cô về nhì sau Hàn Lỗi nhưng là nữ nghệ sĩ có thứ hạng cao nhất ở mùa 2.
Tháng 11 năm 2015, cô xuất hiện trên trang bìa của Apple Music của Trung Quốc và phát hành album phòng thu Hearbeat với các video âm nhạc của tất cả mười bài hát trong album. Album đứng đầu bảng xếp hạng iTunes tại Trung Quốc.

## Đĩa nhạc
- 18 (2009)
- My Secret (2010)
- Xposed (2012)
- Heartbeat (2015)
- Happily Ever After (2019)
- City Zoo (2019)

## Tours
- Get Everybody Moving (2011–2012)
- X.X.X. Live Tour (2013–2015)
- Queen of Hearts World Tour (2017–2019)

## Điện ảnh

### Điện ảnh
| Năn  | Tên                    | Vai                      | Chú thích                     | Ghi chú |
| ---- | ---------------------- | ------------------------ | ----------------------------- | ------- |
| 2009 | Bảo vệ tình yêu của em | Nghi                     |                               |         |
| 2009 | Mưu kế hay gian lận    | G.E.M                    | Nữ chính                      | [ 5 ]   |
| 2012 | Ráp-phờ đập phá        | Vanellope von Schweetz   | Lồng tiếng (Tiếng Quảng Đông) |         |
| 2017 | G.E.M.: G-Force        |                          | Phim tài liệu                 |         |
| 2018 | Hoàng tử hào hoa       | Người đẹp ngủ trong rừng | Lồng tiếng (Tiếng Anh)        |         |